# Lijst van personen uit Montréal
Deze lijst van personen uit Montréal betreft bekende personen die in Canadese stad Montréal zijn geboren.

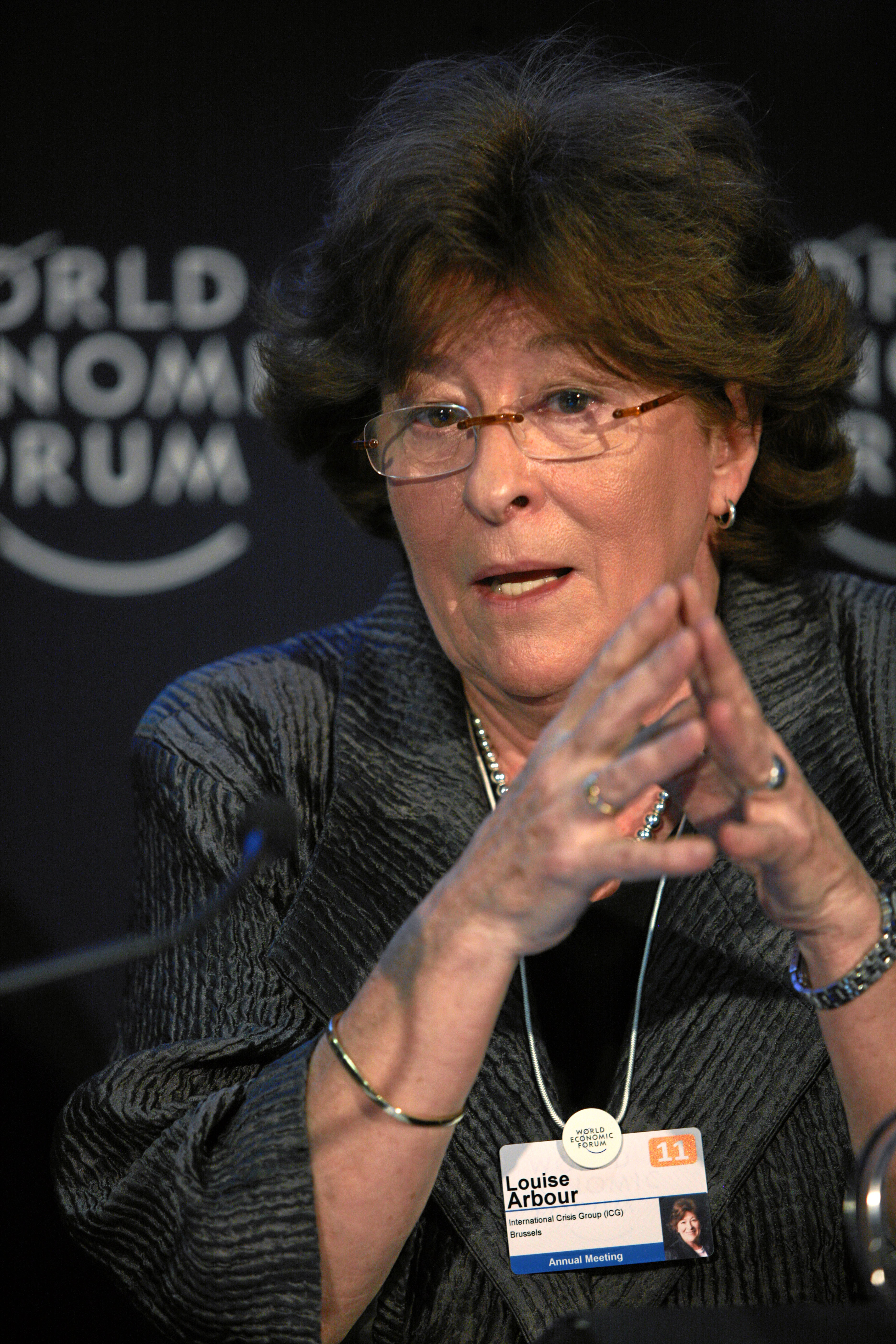
Diplomaat en jurist Louise Arbour (1947)

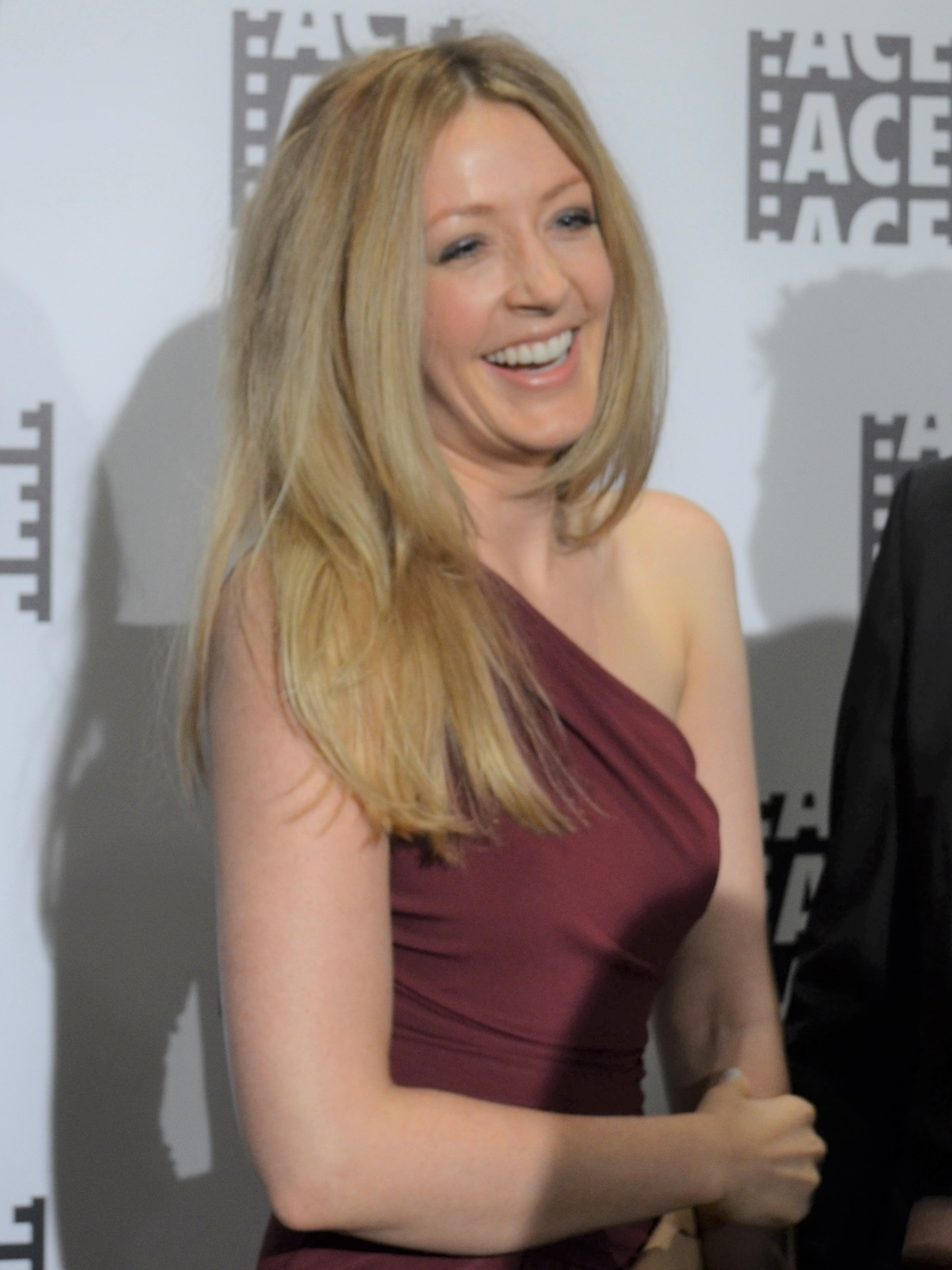
Actrice Jennifer Finnigan (1979)

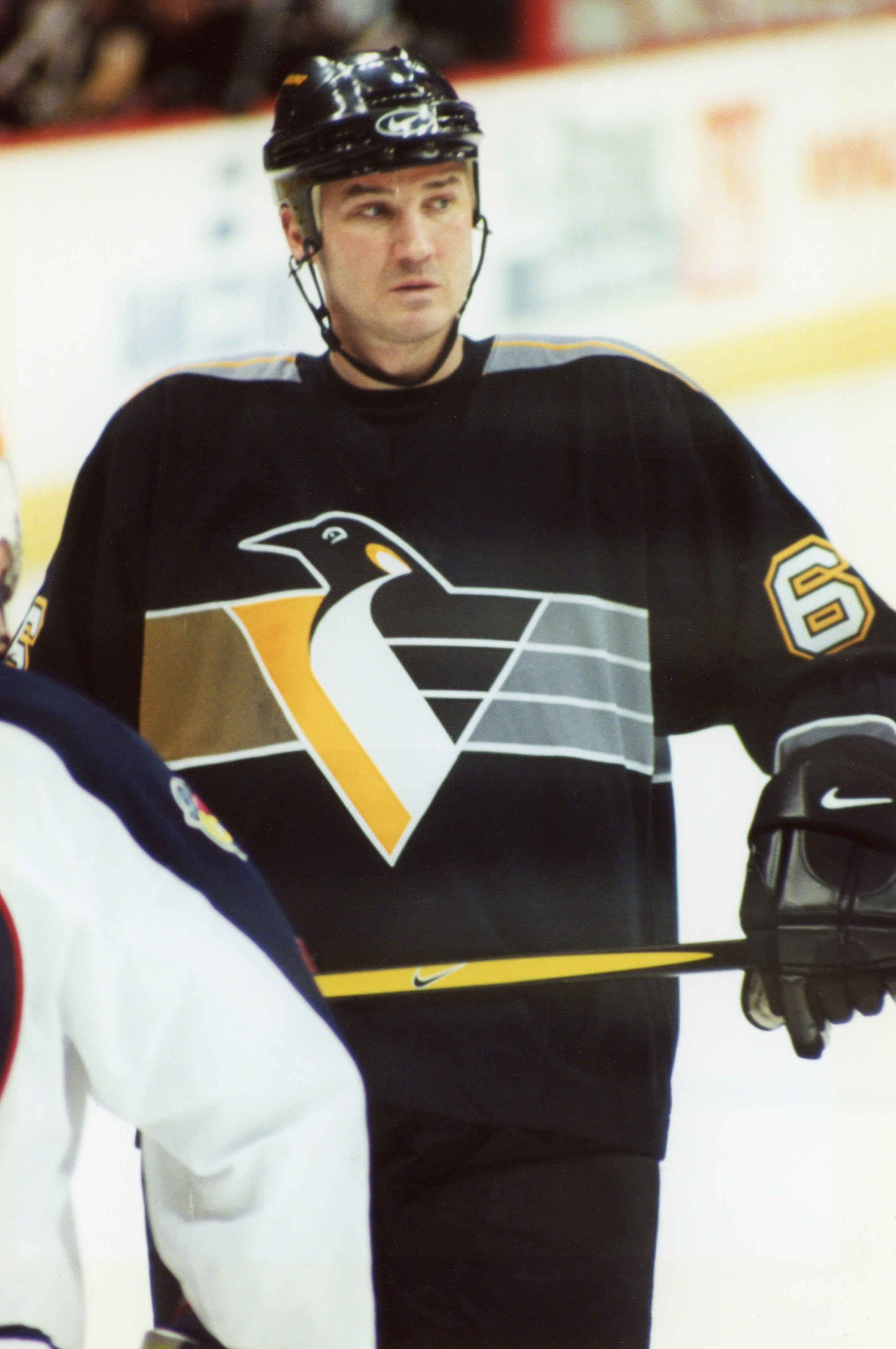
IJshockeyer Mario Lemieux (1965)

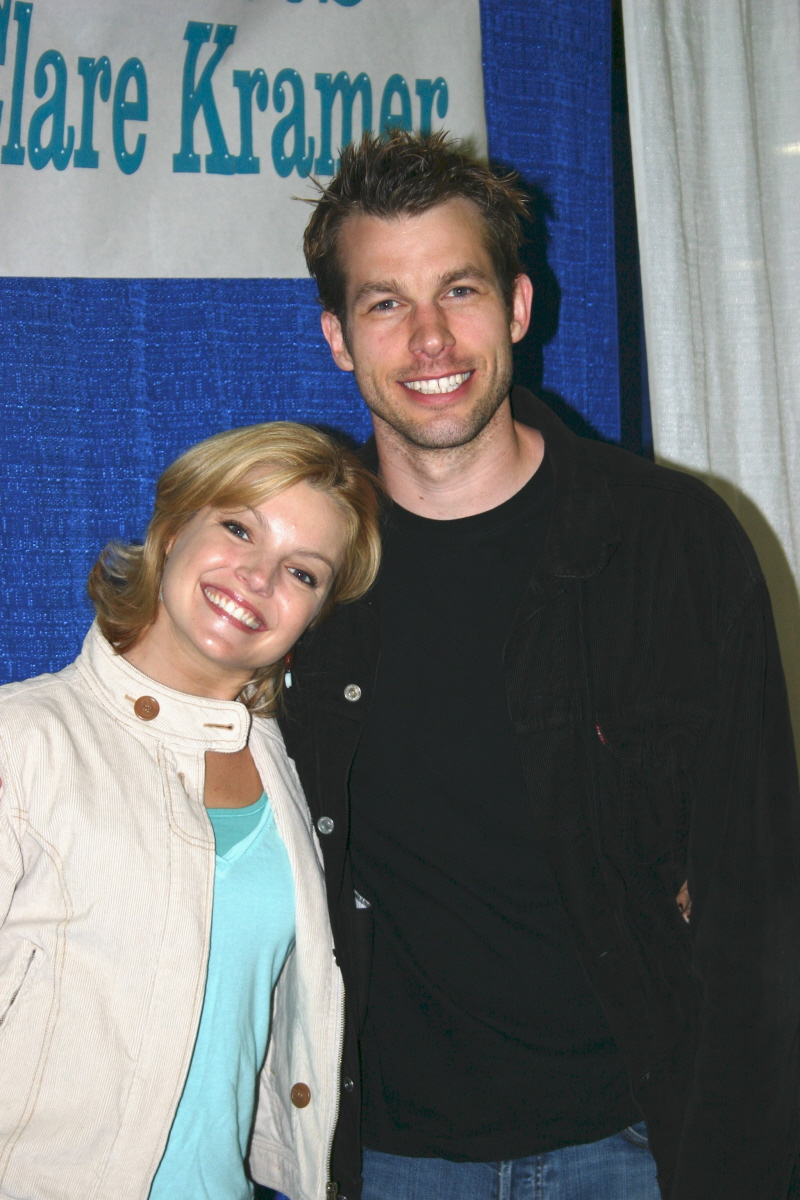
Clare Kramer en acteur Mark Lutz (1970)

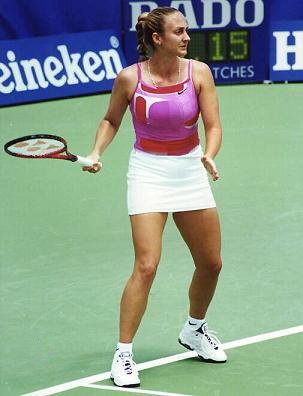
Tennisster Mary Pierce (1975)

## A
- Sidney Altman (1939-2022), moleculair bioloog en Nobelprijswinnaar (1989)
- Jasey-Jay Anderson (1975), snowboarder
- Louise Arbour (1947), diplomaat en jurist
- Melissa Auf der Maur (1972), rockartieste

## B
- Brigitte Bako (1967), actrice
- Saul Bellow (1915-2005), Joods-Amerikaans schrijver en Nobelprijswinnaar (1976)
- Chris Benoit (1967), worstelaar
- Yannick Bisson (1969), acteur
- Lothaire Bluteau (1957), acteur
- Eugenie Bouchard (1994), tennisster
- Yassine Bounou (1991), Marokkaans voetballer
- Pierre Bouvier (1979), zanger
- Michel Brault (1928-2013), filmcameraman, -producer en -regisseur
- Martin Brodeur (1972), ijshockeyer
- Geneviève Bujold (1942), actrice

## C
- Amelia Campbell (1965), actrice
- Gerald Emmett Carter (1912-2003), kardinaal
- Gregory Chamitoff (1962), Amerikaans astronaut
- Christy Chung (1970), actrice en fotomodel
- Terri Clark (1968), countryzangeres
- Suzanne Clément (1969), actrice
- Leonard Cohen (1934-2016), singer-songwriter en schrijver
- Peter Cullen  (1941), stemacteur

## D
- Pascal Dion (1994), shorttracker
- Kaj Driessen (1970), Nederlands regisseur
- Chloé Dufour-Lapointe (1991), freestyleskiester
- Justine Dufour-Lapointe (1994), freestyleskiester
- Katerine Duska (1989), Grieks Canadees zangeres

## E
- Rodney Eastman (1967), acteur en muzikant
- Jake Eberts (1941-2012), filmproducent
- John Emery (1932-2022), bobsleeremmer
- Anke Engelke (1965), Duits actrice en presentatrice

## F
- Pierre Falardeau (1946-2009), filmregisseur
- Jennifer Finnigan (1979), actrice
- Maureen Forrester (1930-2010), operazangeres
- Rosemary Forsyth (1943), tot Amerikaanse genaturaliseerde actrice
- Nora Fatehi (1992), actrice en danseres

## G
- Marc-Antoine Gagnon (1991), freestyleskiër
- Kathleen Gati (1957), actrice

## H
- Barclay Hope (1958), acteur

## J
- Robert Joy (1951), acteur
- Claude Jutra (1930-1986), cineast

## K
- Daniel Kash (1959), acteur en filmregisseur
- Naomi Klein (1970), journaliste
- Benjamin Kowalewicz (1975), Zanger van punkband Billy Talent

## L
- Ron Lea (1952), acteur
- Marc Leclair (1966), houseproducer
- Jean LeClerc (1948), acteur
- Alain Lefèvre (1962), pianist
- Rachelle Lefevre (1979), actrice
- Peter Leitch (1944-2024), jazzgitarist
- Mario Lemieux (1965), ijshockeyer
- Shawn Levy (1968), acteur, filmregisseur, filmproducent en scenarioschrijver
- Mark Lutz (1970), acteur, filmproducent en scenarioschrijver

## M
- Rudolph A. Marcus (1923), Amerikaans chemicus en Nobelprijswinnaar (1992)
- Béatrice Martin - Cœur de pirate (1989), zangeres en pianiste
- Cynthia Mascitto (1992), Italiaans shorttrackster
- Stephen Mendel (1953), acteur
- Monique Mercure (1930-2020), actrice
- Pierre Mignot (1944), filmcameraman

## N
- Yannick Nézet-Séguin (1975), dirigent

## O
- Maryse Ouellet (1983), professioneel worstelaarster

## P
- Louis-Joseph Papineau (1786-1871), politicus
- François Parisien (1982), wielrenner
- Pat Patterson (1941-2020), worstelaar
- Julie Payette (1963), astronaute
- Missy Peregrym (1982), actrice en voormalig model
- Oscar Peterson (1925-2007), jazzmusicus
- Mary Pierce (1975), Frans tennisster
- Preme (1986), rapper

## R
- Ariel Rebel (1985), porno-actrice
- Mordecai Richler (1931-2001), schrijver
- Jean-Paul Riopelle (1923-2002), kunstschilder
- Sam Roberts (1974), zanger
- Mark Robson (1913-1978), Amerikaans filmregisseur
- Joannie Rochette (1986), kunstschaatsster
- Nicole Rodrigue (1943-2010), componiste en muziekpedagoge
- Ron van Roon (1953), Nederlands letterontwerper
- Albert S. Ruddy (1930-2024), scenarioschrijver en film- en televisieproducent

## S
- Arnold Scaasi (1930-2015), modeontwerper
- Michele Scarabelli (1955), actrice
- William Shatner (1931), acteur
- Norma Shearer (1902-1983), actrice
- Madeleine Sherwood (1922-2016), actrice
- Dylan Smith, acteur
- Ralph Steinman (1943-2011), celbioloog, immunoloog en Nobelprijswinnaar (2011)

## T
- Michel Tremblay (1942), schrijver
- Pierre Trudeau (1919-2000), premier van Canada

## V
- Gino Vannelli (1952), singer-songwriter
- Claude Vivier (1948-1983), componist
- Victor Vroom (1932-2023), hoogleraar

## W
- * Carolyn Waldo (1960), syncroonzwemmer
- Brian Watts (1966), Amerikaans golfprofessional
- Joseph Wiseman (1918-2009), acteur

## Y
- Marie Yovanovitch (1958), diplomaat